# Játra
Játra (latinsky iecur, řecky hepar) jsou největším vnitřním orgánem a centrálním orgánem látkové výměny (metabolismu). Mají klíčovou roli v metabolismu sacharidů, tuků i bílkovin. Jsou největší trávicí žlázou, která produkuje žluč, i žlázou endokrinní, ve které se tvoří některé hormony. Jsou zásobním orgánem, ukládají glykogen, železo a některé vitamíny a minerály, jsou v nich tvořeny bílkoviny krevní plazmy a nezastupitelná je jejich úloha při detoxikaci organismu.
Játra dospělého člověka se na přední stěnu břišní promítají ve tvaru pravoúhlého trojúhelníku, který leží v horní pravé části břicha, s přeponou směřující z dolní pravé strany na horní levou stranu. Váží okolo 1,5 kg. Jsou dobře zásobená krví, v klidu játry protékají až dva litry krve za minutu. Zvláštností jater je to, že kromě jaterní tepny, která k nim přivádí čerstvou okysličenou krev, do nich přichází také žilní krev z vrátnicové žíly, která je nasycená vstřebanými aminokyselinami a sacharidy z žaludku a střev.
Selhání jaterních funkcí je život ohrožující stav, rychle dochází ke zhroucení vnitřního prostředí organismu, objevují se otoky, ascites, krvácivé stavy a poruchy funkce mozku. Zcela kompletní umělé nahrazení jaterních funkcí není možné, jedinou léčebnou metodou terminálního jaterního selhání je transplantace jater. Pro prodloužení doby možnosti transplantace či pro překlenutí období akutního jaterního selhání jsou však k dispozice metody jaterní dialýzy, přístroje Prometheus a MARS.

## Anatomie

### Vnější popis
Játra mají zhruba klínovitý tvar. U dospělého člověka váží 1200–1500 g, a tvoří asi 2 % hmotnosti těla. Játra dospělého muže mohou mít hmotnost větší, 1500–1800 g. U dětí bývají játra relativně větší a tvoří 5 % jejich hmotnosti. Zdravá játra jsou tuhá, ale poddajné konzistence a červenohnědé barvy. Tkáň je však relativně křehká, takže při nadměrných otřesech nebo nárazech může dojít k natržení jater a hrozí masivní, život ohrožující krvácení.
Přirovnají-li se játra k trojbokému jehlanu, jeho základna je přiložená k pravé břišní stěně a vrchol směřuje doleva. Mají dva hlavní anatomické laloky, větší pravý (lobus dexter) a menší levý (lobus sinister), rozdělené úponem srpovitého vazu a průběhem levé sagitální rýhy na viscerální ploše jater. Kromě toho se na pravé straně popisují ještě dva menší laloky, ocasatý lalok (lobus caudatus) a čtyřhranný lalok (lobus quadratus). Na povrchu jsou játra potažená vazivovým pouzdrem zvaným Glissonovo pouzdro, capsula Glissoni, které přechází ve vazivo v okolí cév a lalůčků jaterní tkáně.
Na povrchu jater jsou popisovány dvě plochy: Horní brániční plocha, facies diaphragmatica, přiléhá na bránici, z druhé strany na játra naléhají orgány břišní dutiny, tato plocha se tedy nazývá facies visceralis.

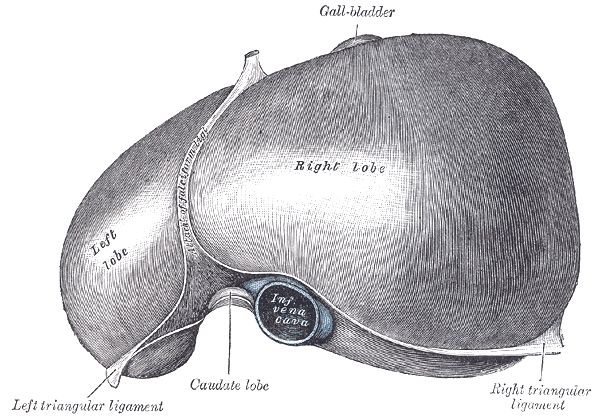
Brániční plocha jater, rozdělena úponem srpovitého vazu na dva laloky

Brániční plocha jater je konvexní a hladká, rozdělená úponem srpovitého vazu (ligamentum falciforme) na menší levý a větší pravý lalok. Dělí se na pars dextra, což je část obrácená doprava proti bránici a stěně hrudníku, pars anterior, přední část, která vpředu naléhá na bránici a stěnu břicha, pars superior, okrsek vložený do brániční klenby a pars posterior, zadní část, která vzadu naléhá na bránici a zadní břišní stěnu. Srdce zanechává v brániční ploše jater mělký otisk zvaný impressio cardiaca.

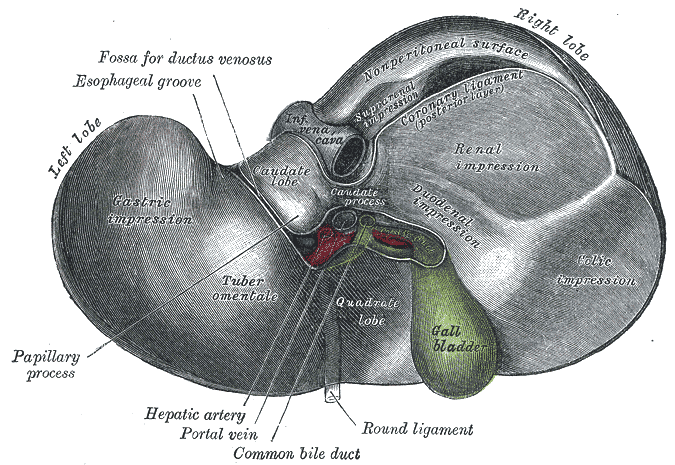
Viscerální plocha jater

Viscerální plocha jater je konkávní, rozdělená rýhami ve tvaru písmene H na čtyři laloky. Příčně orientovaná rýha se nazývá jaterní brána, porta hepatis, a je to místo, kudy do jater vstupuje jaterní tepna a vrátnicová žíla, a kde z nich vystupují žlučové cesty. Levá sagitální rýha je tvořena průběhem dvou vazů, oblého vazu jaterního a Arantiova vazu. Pravá sagitální rýha je rovněž rozdělena na dvě části, vpředu je žlučníková jáma, ve které je uložen žlučník, zadní část je tvořena hlubokým zářezem, kterým probíhá dolní dutá žíla.
Průběh levé sagitální rýhy je hranicí levého a pravého laloku na viscerální ploše jater. Čtyřhranný lalok se nachází mezi sagitálními rýhami před jaterní bránou a je ohraničený žlučníkem a průběhem oblého vazu, ocasatý lalok je ohraničený žlábkem dolní duté žíly a zářezem, kterým vede Arantiův vaz a nachází se za jaterní bránou. Viscerální plocha jater je mírně konkávní a dotýká se žaludku, dvanáctníku, tračníku a pravé ledviny s nadledvinou, a tyto orgány v ní zanechávají své otisky.
Na viscerální ploše levého laloku se nachází otisk jícnu, impressio oesophagea a otisk žaludku, impressio gastrica, mírné vyvýšení plochy v blízkosti průběhu oblého vazu se nazývá tuber omentale hepatis. Na viscerální ploše levého laloku se popisuje otisk pravé ledviny, impressio renalis, otisk pravé nadledviny, impressio suprarenalis, otisk pars superior dvanáctníku, impressio duodenalis a otisk ohbí tračníku, flexura coli dextra, impressio colica. Hluboký zářez, sulcus venae cavae, ve viscerální ploše vytváří dolní dutá žíla. Může být překryta vazivovým pruhem lig. venae cavae, nebo je i zcela vrostlá do jaterní tkáně.
Vzadu přechází brániční plocha jater na viscerální plynule, vpředu ostře a tento přechod se nazývá margo inferior hepatis.

### Uložení jater

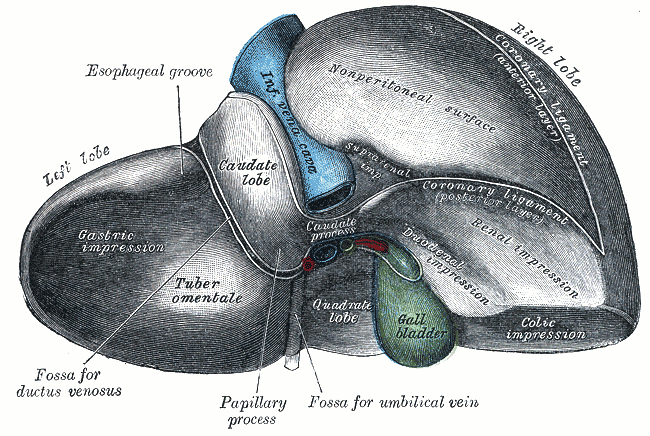
Játra, pars posterior brániční plochy je area nuda

Játra jsou uložena intraperitoneálně v horní pravé části břišní dutiny. Jsou téměř celá pokrytá pobřišnicí a tento serózní obal jim dává lesklý vzhled. Pobřišnice chybí jen ve žlučníkové jámě, v místě, kde se do jater vtlačuje dolní dutá žíla, a v oblasti nazvané area nuda na brániční ploše jater.. Na svém místě v břišní dutině je orgán fixován vazy, připojením na dolní dutou žílu a tlakem břišního lisu.
Játra jsou přirostlá k bránici: pevně srůstají v area nuda, kde nejsou pokryté pobřišnicí. Toto místo se proto nazývá též pars affixa. Duplikatura pobřišnice vytváří srpovitý vaz, který spojuje játra s bránicí a přední břišní stěnou. Area nuda je ohraničena přechody nástěnné pobřišnice na serózní obal jater, což vytváří vazy: Levý a pravý věncový vaz, přičemž levý vaz přechází v levý trojúhelníkový vaz a fixuje levý lalok k bránici, pravý vaz přechází v pravý trojúhelníkový vaz a v lig. hepatorenale, který spojuje pravý lalok jater a pravou ledvinu.
Z viscerální strany jater vychází hepatoduodenální vaz, který je součástí malé opony a kterým jsou játra jsou spojena s dvanáctníkem. Tímto vazem probíhají vývodné žlučové cesty, vrátnicová žíla, jaterní tepna, lymfatické cévy inervy. 
Mezi vazy jater patří též oblý vaz jaterní, pozůstatek pupeční žíly plodu. Vede od pupku k dolnímu okraji jater a připojuje se na vrátnicovou žílu. Pozůstatek spojky ductus venosus, žíly, která u plodu umožňuje krvi obtéct játra, zůstává jako ligamentum venosum.

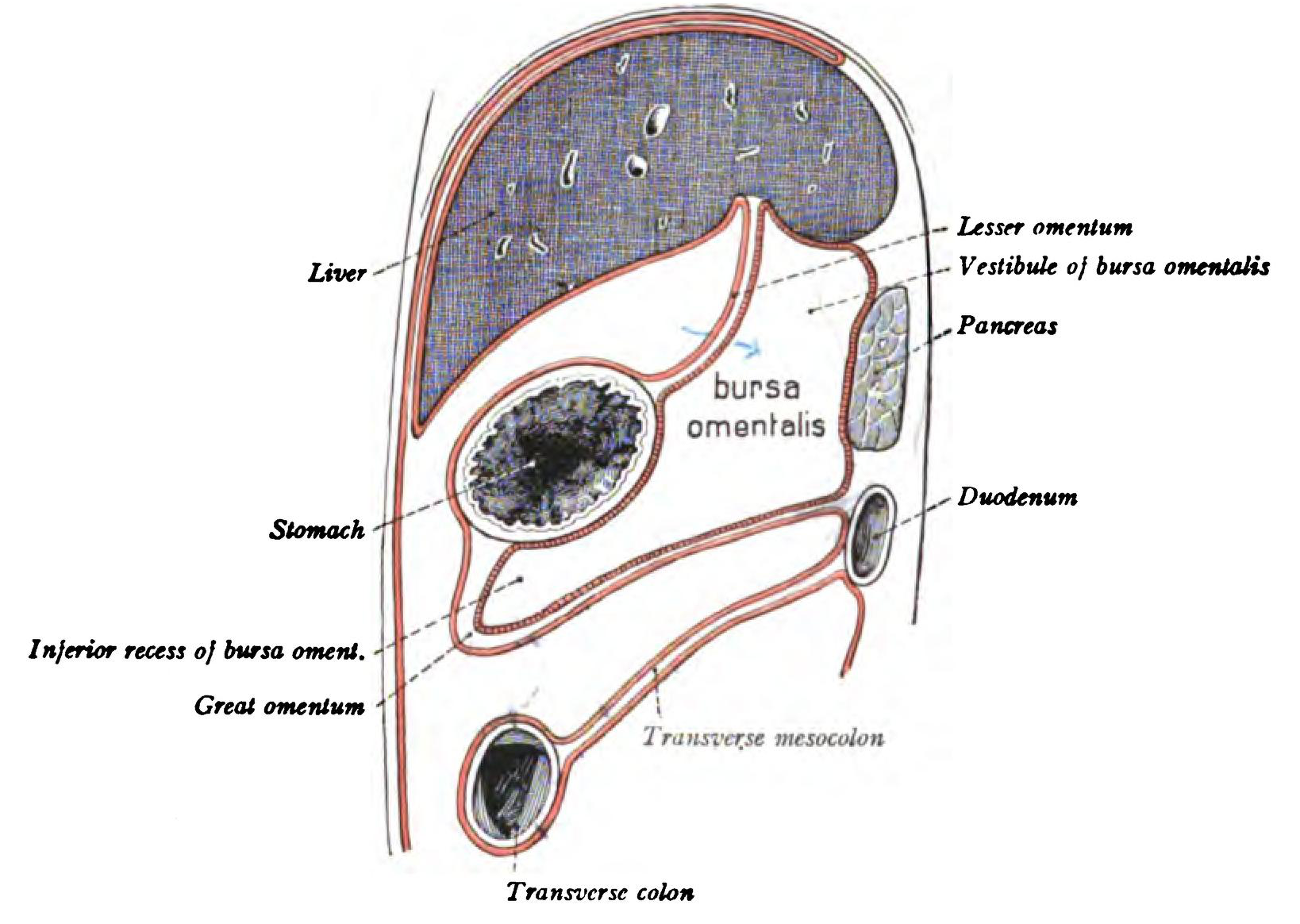
Pobřišnice, červeně: pokrývá celý povrch jater s výjimkou zadní části v area nuda, z viscerální plochy vystupuje jako duplikatura směrem k žaludku – malá opona.
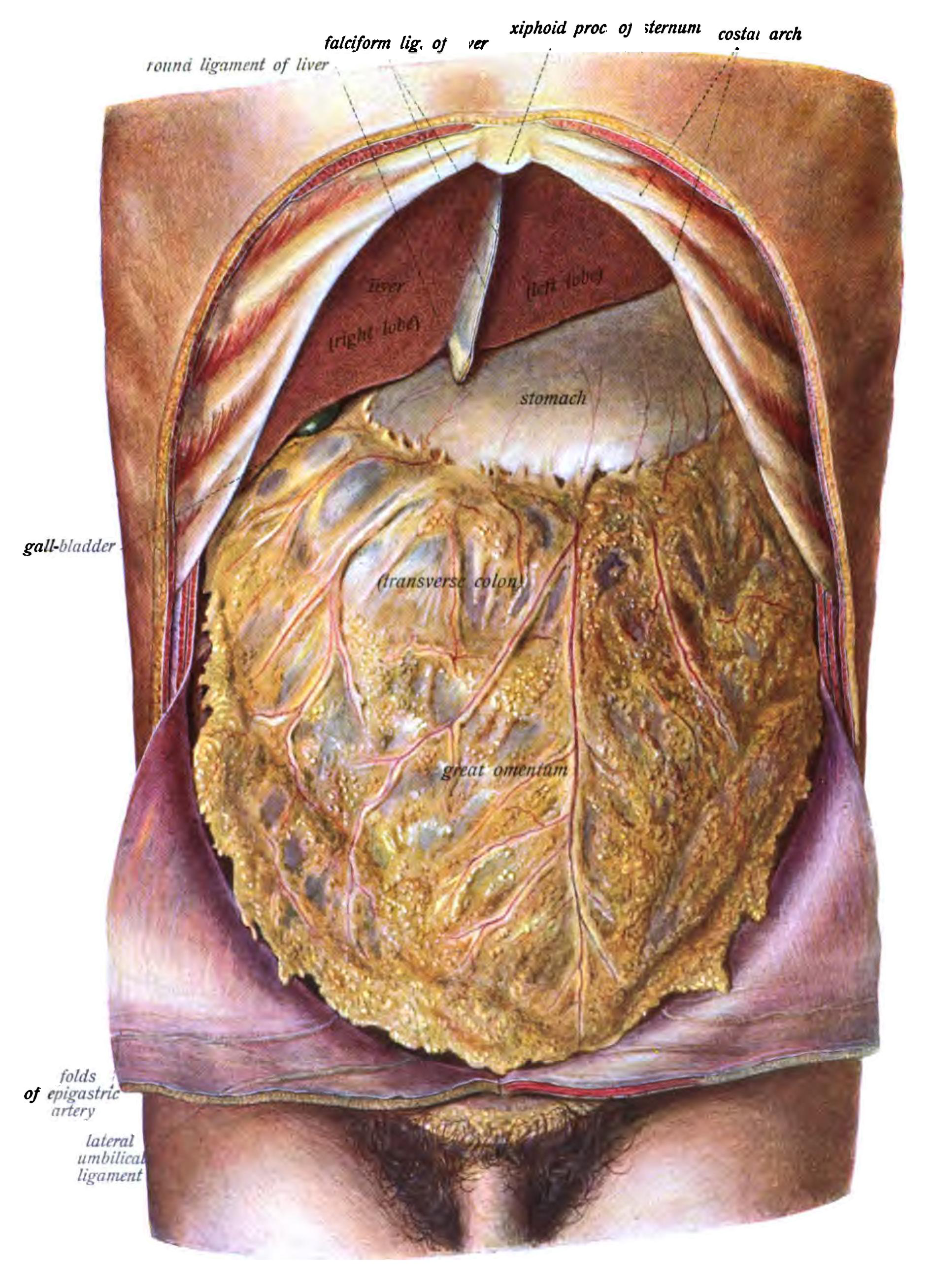
Orgány dutiny břišní in situ: játra vyplňují pravou polovinu brániční kopule a zprava naléhají na žaludek
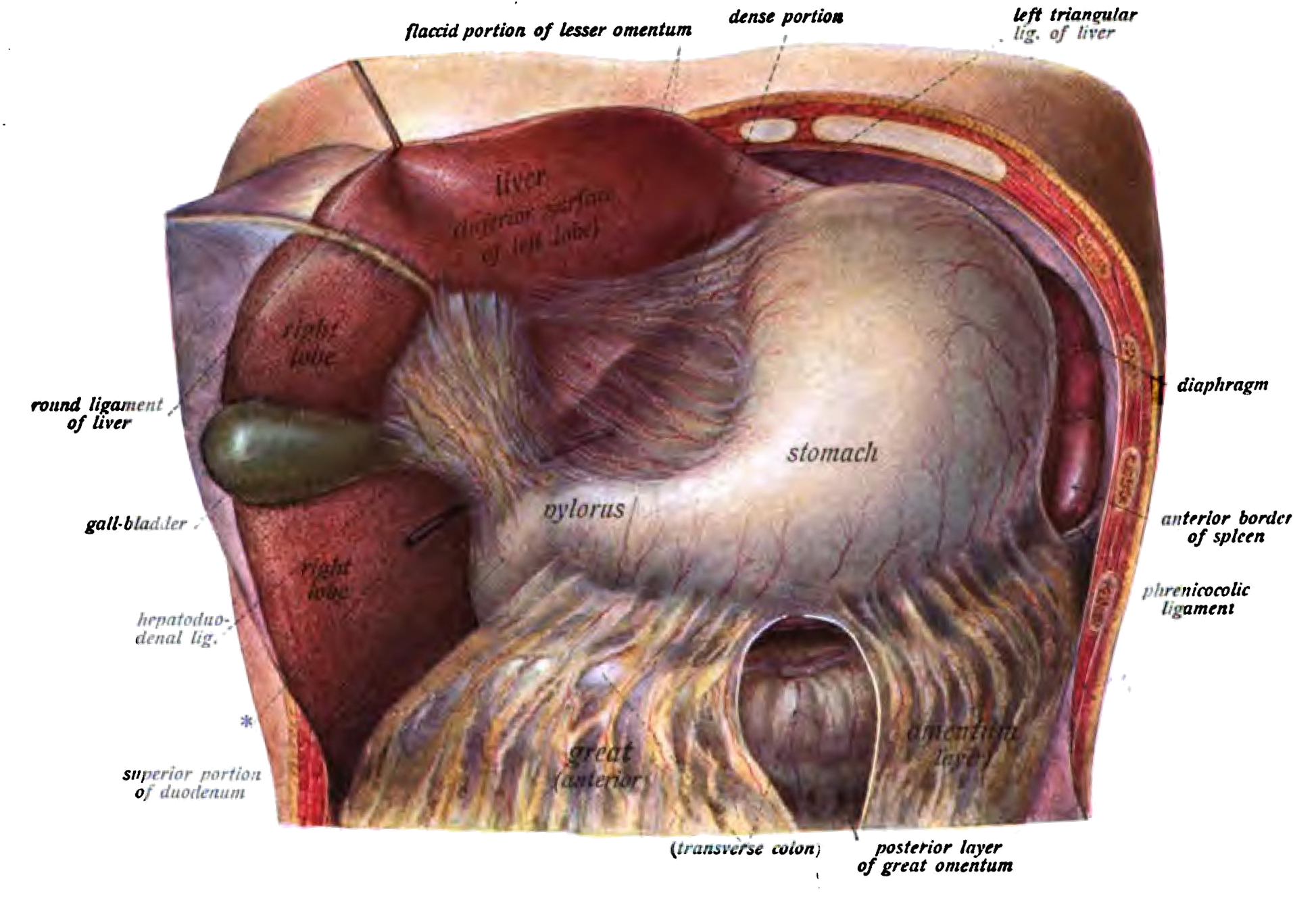
Orgány dutiny břišní, levý lalok jater je odklopený: s žaludkem a dvanáctníkem jsou játra spojena vazivovou blánou, malou oponou
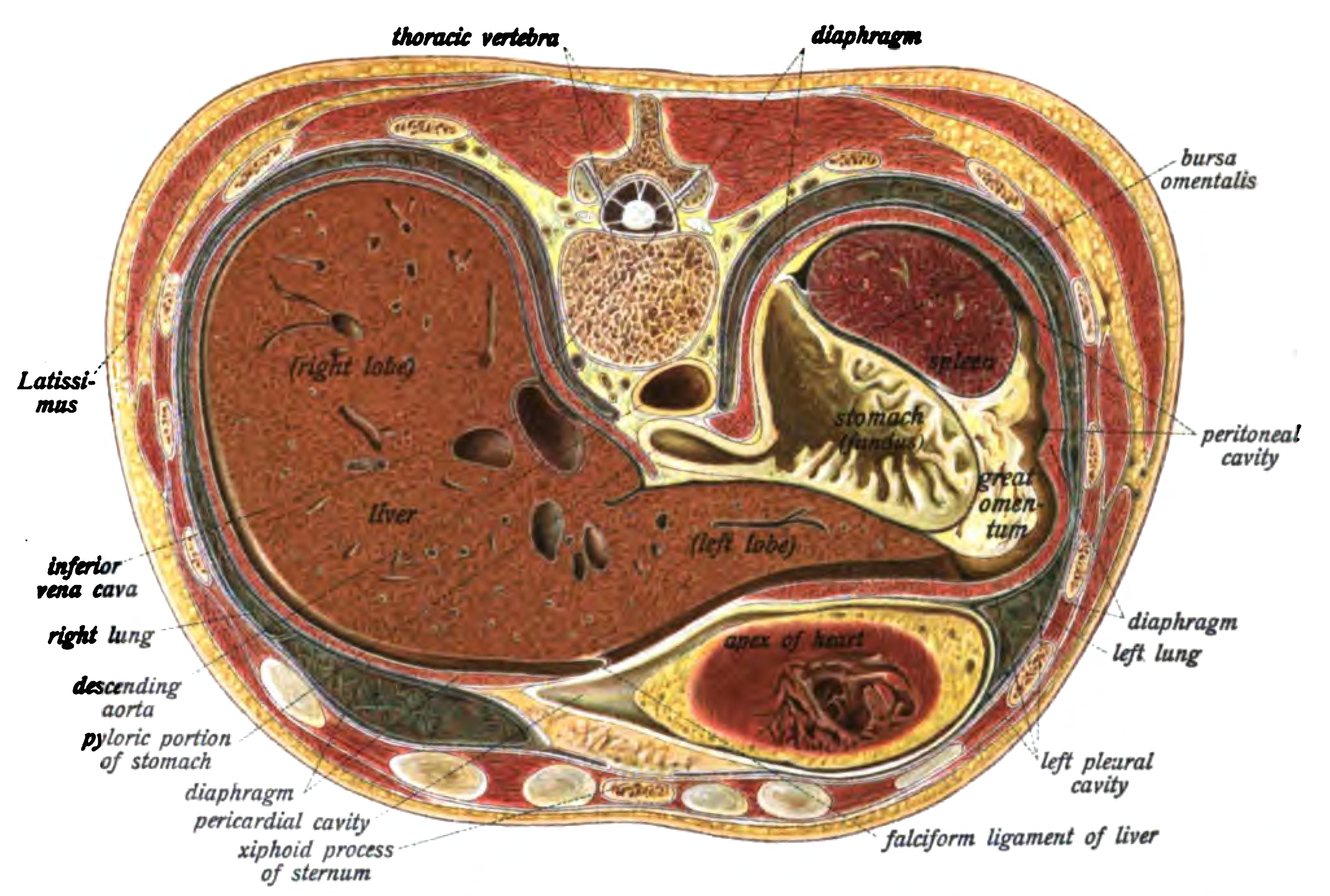
Příčný řez epigastriem: játra vyplňují celou pravou polovinu brániční kopule a zprava naléhají na žaludek
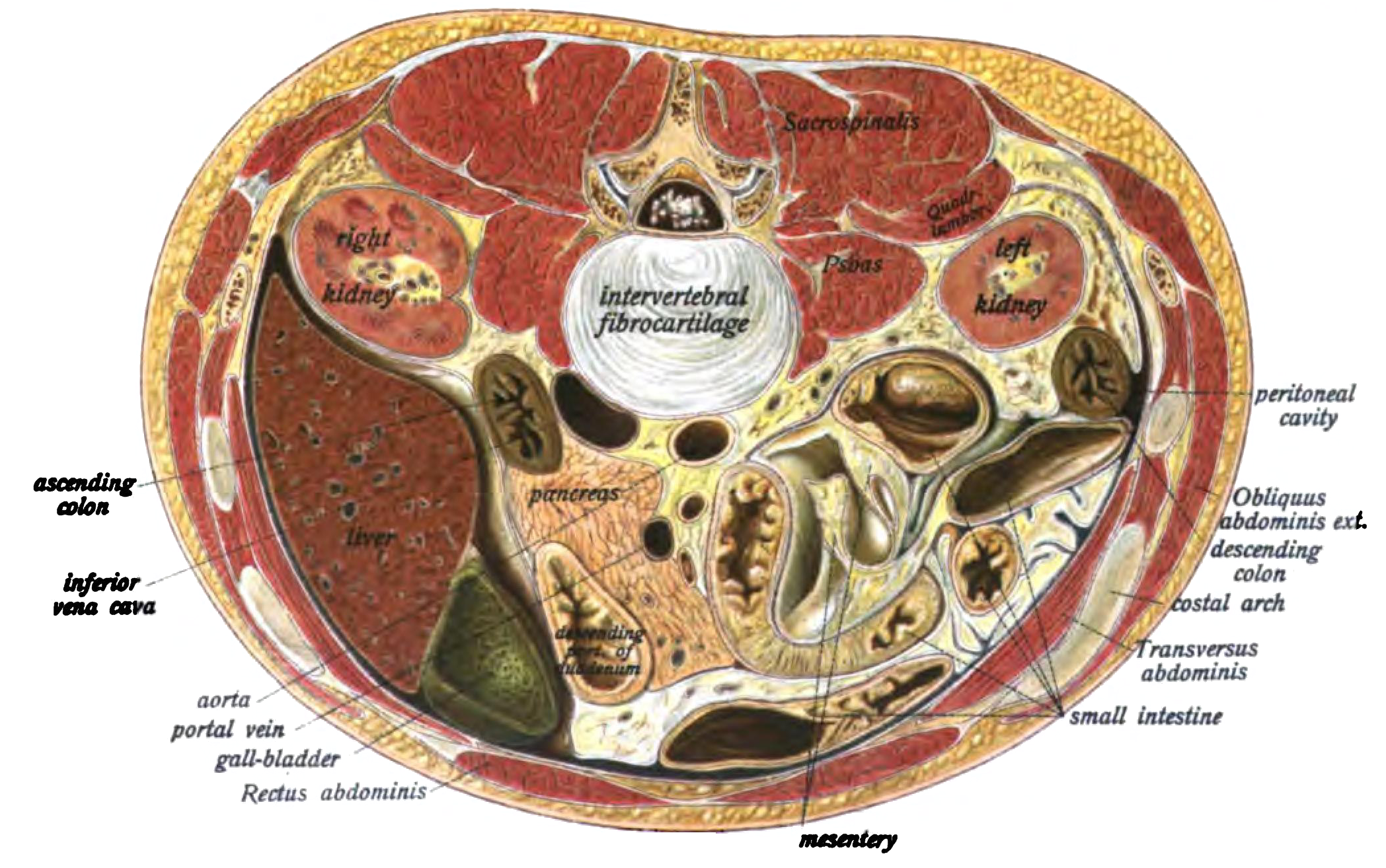
Příčný řez střední částí břicha: pravý lalok jater se žlučníkem se dotýká pravé ledviny, tračníku a dvanáctníku

### Poloha jater

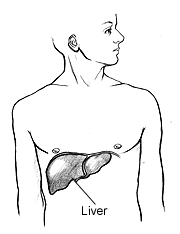
Projekce jater na přední břišní stěnu

Játra jsou umístěna v brániční kopuli, vyplňují celou pravou polovinu brániční klenby. Levá část přesahuje pod levou klenbu až k medioklavikulární čáře, na levou stranu těla přesahují jen o pět centimetrů. Nalevo od jater se v brániční klenbě nachází žaludek a slezina.
Vrchní okraj jater se vpravo nachází asi 1 cm pod úrovní bradavek, při výdechu zasahuje horní pravý okraj jater do úrovně čtvrtého mezižeberního prostoru, horní okraj levého laloku se nachází v úrovni šestého žebra, asi 2 cm pod úrovní bradavek. Dolní okraj jater směřuje šikmo od deváté mezižeberní chrupavky vpravo k osmé mezižeberní chrupavce vlevo. Při hlubokém nádechu se játra posunují o 1–3 cm dolů.

### Anatomické zvláštnosti
Častou odchylkou od běžného uspořádání je přítomnosti Riedelova laloku, který má tvar jazyka vybíhajícího z pravého laloku jater. U žen je častější. Může dosahovat až k pánvi. Kromě něj se mohou u lidí objevit i přídatné laloky, které se většinou nachází na viscerální ploše jater. Vzácnou poruchou je situs inversus, kdy játra zabírají levou horní polovinu břišní dutiny, orgány jsou zrcadlově obrácené. Tento stav je často spojen s abnormálním vývojem či chyběním žlučových cest či vrátnicové žíly.

### Vnitřní struktura jater
Povrch jater je tvořen vazivovým obalem, které se nazývá Glissonovo pouzdro, capsula Glissoni, též tunica fibrosa. Uvnitř je makroskopicky nečleněný jaterní parenchym, kterým probíhají větvící se cévy a žlučové cesty.

#### Krevní oběh v játrech

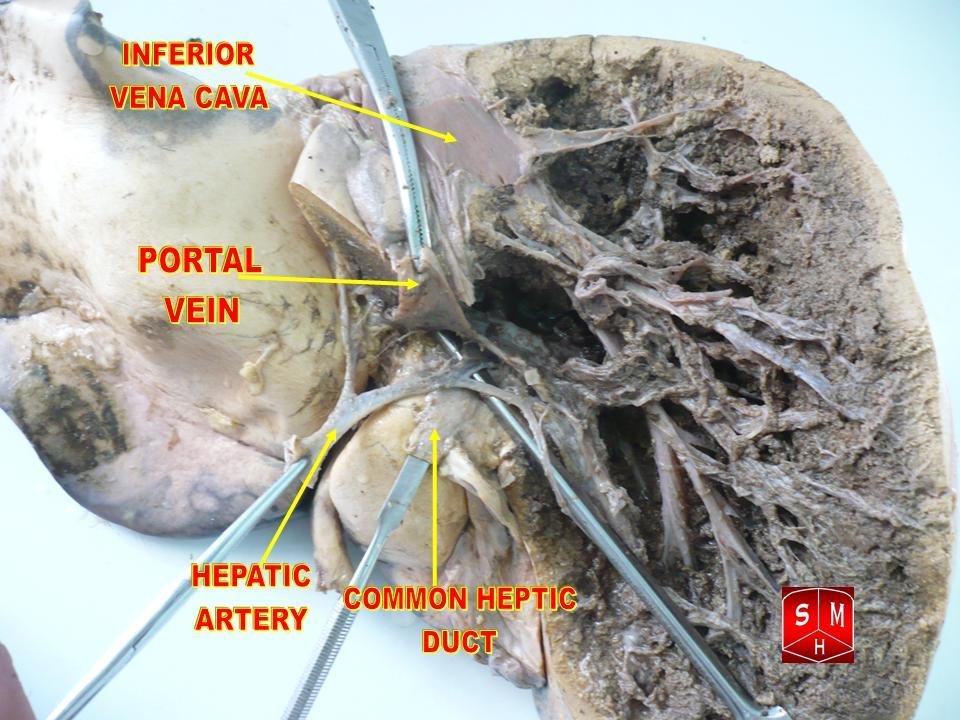
Vypreparované cévy jater

Krevní oběh jater je dvojí: funkční a výživný. Výživný oběh představuje jaterní tepna a její větve, přivádí krev bohatou na kyslík. Funkční oběh vychází z vrátnicové žíly, která přivádí až 90% krve, která obsahuje vstřebané živiny z trávicího traktu, včetně případných toxinů bakterií střev, a zplodiny metabolismu buněk. Játry protéká značné množství krve, až 1/4 minutového srdečního výdeje, což u člověka představuje asi 1,5 litru krve za minutu. Jaterní tepna a vrátnicová žíla obě vstupují do jater v jaterní bráně a společně se větví, jaterním parenchymem jejich větve probíhají spolu, doprovázané žlučovody v prostorech obalených vazivem, které navazuje až na Glissonovo pouzdro na povrchu jater.
Větve jaterních žil tvoří samostatný cévní strom, jehož větve jsou vmezeřené mezi větve jaterní tepny, vrátnice a žlučovodů, podobně jako propletené prsty dvou rukou. Větve jaterní žíly probíhají proto spíše v hranicích oblastí, které jsou zásobené jednotlivými větvemi vrátnicové žily.

##### Funkční oběh
Vrátnicová žíla (vena portae), nesoucí vstřebané živiny ze střev, vstupuje do jater v jaterní bráně a postupně se větví se až na žíly protékající portobiliárním prostorem. Ty se větví do sinusoid protékajících mezi trámci hepatocytů a stékají se v centrální žíle. Centrální žíly se opět spojují, krev konečně vtéká do jaterních žil (venae hepaticae), které se vlévají do dolní duté žíly.
Schéma:
- vrátnice (vena portae) › interlobulární vény › sinusoidy › vena centralis › vena sublobularis › venae hepaticae › vena cava inferior

##### Výživný oběh
Jaterní tepna vstupuje do jater v jaterní bráně a větví se podobně jako vrátnicová žíla. V sinusoidách dochází ke smíšení obou oběhů.
Schéma:
- arteria hepatica › interlobulární arterie › sinusoidy › dále stejně jako oběh funkční (viz výše).

#### Žlučové cesty
Uvnitř jater probíhá také část žlučových cest, zvaná intrahepatální žlučové cesty. Je to soustava kanálků, žlučovodů, kudy se žluč tvořená jaterními buňkami dostává do dvanáctníku.
Žluč je hepatocyty vylučována do žlučových kapilár (intercelulární žlučové kapiláry ductuli biliferi), ty ústí do Heringových kanálků, které se spojují v malé, interlobulární žlučovody. Ty se spojují ve žlučovody stále většího průměru a následují větvení jaterní tepny a vrátnicové žíly. Z pravého anatomického laloku jater vychází pravý jaterní vývod, z levého žlučovod levý – ductus hepaticus dexter et sinister. Dále žlučové cesty probíhají mimo parenchym jater jako extrahepatální žlučové cesty: V jaterní bráně se spojují ve společný jaterní vývod ductus hepaticus communis a vzápětí se spojují s vývodem žlučníku (ductus cysticus) v ductus choledochus, který ústí do dvanáctníku, obvykle společně s vývodem slinivky břišní.
Žlučník je asi 9 cm dlouhý orgán hruškovitého tvaru, umístěný ve žlučníkové jámě nad příčným tračníkem. Má kapacitu asi 50 ml. Ve žlučníku se žluč zahušťuje, obsah vody klesá až o 90%, a klesá také pH žluči.

### Funkční anatomie

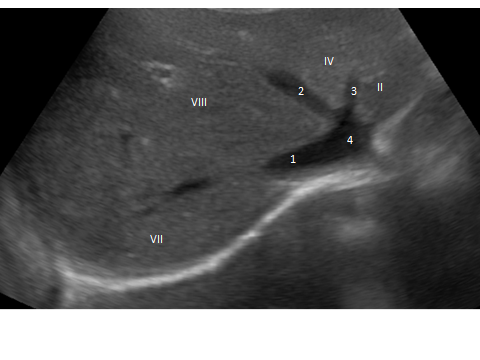
Ultrasonografie jater: Jaterní segmenty dle Couinauda (II, IV, VIII, VI) 1: pravá jaterní žíla; 2: mediánní jaterní žíla; 3: pravá jaterní žíla; 4: dolní dutá žíla

Uvnitř jater se větví jaterní tepna, vrátnicová žíla a žlučové cesty a tvoří tak vnitřní uspořádání jaterního parenchymu. Toto uspořádání však neodpovídá vnější anatomii jater s pravým a levým lalokem odděleným úponem srpovitého vazu.
Uvnitř jater probíhají větve jaterní tepny, vrátnicové žíly a žlučovody společně v pleteních obalených vazivem. Větve jaterní žíly tvoří samostatný žilní strom a její větve se vmezeřují mezi větve triády jako propletené prsty dvou rukou. Větvení cév proto tvoří podklad tzv. funkční anatomie jater.
Zde je hranice pravého a levého laloku v Rex – Cantlieho linii, která probíhá od vstupu pravé jaterní žíly do dolní duté žíly k fundu žlučníku. Toto rozdělení totiž odpovídá krevnímu zásobení jednotlivých laloků – pravý lalok jaterní je zásoben tepennou krví z pravé větve jaterních tepen a žilní krev přitéká pravou větví vrátnicové žíly, žluč je odváděna pravým žlučovodem. U levého laloku je situace analogická.
Nejpoužívanější je dělení dle Couinauda, podle kterého se jaterní parenchym dělí na osm jaterních segmentů. Hranice jednotlivých segmentů nejsou přesně vymezené, nejedná se o žádnou určitou anatomickou strukturu s vlastním vazivovým ohraničením. Játra jsou rozdělena třemi horizontálními liniemi, které odpovídají třem jaterním žilám, a jednou linií, která je hranicí zásobení pravou a levou větví vrátnicové žíly. Segmenty se číslují od tkáně ocasatého laloku, který má specifické krevní zásobení, přijímá krev z pravé i levé větve vrátnicové žíly, a krev z ní odtéká přímo do dolní duté žíly, ne přes žílu jaterní. Ten má číslo I. Dále se pokračuje po směru hodinových ručiček levým lalokem, kde je II. a III. a IV. segment a konec číslování je v horní části pravého laloku: Pravá strana jater je rozdělena do čtyř segmentů: V., VI., VII. a VIII. segment.
Segmentální anatomie slouží k popisu ložiskových nálezů na játrech. Při resekci jater by měl mít přívod krve a odtok žluče zajištěný nezávisle na ostatních segmentech, v praxi je však variabilita větvení vrátnicové žíly v játrech značná.
Dle Bismutha jsou játra členěna do čtyř sektorů.

## Mikroskopická stavba
Játra jsou složitý orgán, tvořený jednak jaterním parenchymem, tak sítí cév, žlučových cest, lymfatických cév a podpůrného vaziva. Základní morfologickou jednotkou jater je lalůček centrální žíly (lat. lobulus venae centralis), který je asi 0,7×2 mm velký a má podobu šestibokého hranolu tvořeného hvězdicovitými trámci jaterních buněk uspořádaných kolem centrální žíly protékající středem lalůčku. V prostorech mezi trámci probíhají jaterní sinusoidy – zvláštní typ krevních kapilár, které mají fenestrovanou stěnu, takže i velké molekuly z krevní plazmy mohou volně přecházet ven, do tzv. Disseho prostoru, který se nachází mezi sinusoidou a samotnými hepatocyty. Uprostřed trámců se nacházejí žlučové kapiláry – prostory mezi hepatocyty, kam je produkována žluč. V místě styku tří nebo čtyř sousedících lalůčků je portobiliární prostor (lat. area periportalis) vyplněný řídkým kolagenním vazivem, kudy probíhá interlobulární artérie (lat. arteria interlobularis), interlobulární véna (lat. vena interlobularis) a interlobulární žlučovod. Jejich soubor se nazývá triáda (lat. trias hepatis).
Zvláště patrné jsou lalůčky u prasete, velblouda, mývala a polárního medvěda, tato zvířata mají lalůčky ohraničené výraznými vazivovými přepážkami. Interlobulární septa u člověka jsou jen málo výrazná.
Funkční jednotka jater je lalůček portální (lat. lobulus venae interlobularis), který má tvar trojúhelníku, jehož vrcholy tvoří centrální žíly sousedících lalůčků. Střed portálního lalůčku je nejlépe zásoben živinami.
Dalším, zejména v patologii používaným termínem je primární jaterní acinus. Je to nejmenší funkční jednotka jaterního parenchymu. Jedná se o jednu šestinu lalůčku centrální vény a ještě další jednu šestinu ze sousedního lalůčku centrální vény. Tyto dvě části mají společné krevní zásobení (vénu a artérii) z jedné (cirkumlobulární) větve vedoucí z portorbitálního prostoru. Podle vzdálenosti od vény se v acinu rozlišují tři distribuční zóny:
- 1. zóna, periportální – je nejbližší přívodným cévám, a proto nejlépe zásobená kyslíkem a živinami, je proto místem s převahou oxidačních dějů, probíhá zde beta-oxidace mastných kyselin, transaminace a katabolismus aminokyselin, tvorba močoviny, glukoneogeneze a uvolňování glukózy do krve, tvorba žluči a syntéza cholesterolu
- 2. zóna – je přechodnou zónou, její rozsah závisí na místním i celkovém zásobení krví
- 3. zóna, periacinární – je nejvzdálenější, leží na periferii acinu a je místem s převahou biotransformačních a redukčních dějů, perivenózní hepatocyty jsou odpovědné za vychytávání glukózy, syntézu glykogenu, glykolýzu, lipogenezi a ketogenezi, tedy tvorbu tuků a ketolátek.

### Buňky jater

#### Hepatocyty
Jaterní buňky, hepatocyty, tvoří asi 60 % buněčné populace jaterní tkáně a jejich bohatá enzymová výbava je podstatou nadřazené úlohy jater v tělesném metabolismu. Jsou to polyedrické, asi 30 µm velké buňky se světlým, kulatým jádrem a jedním nebo dvěma výraznými jadérky. Většinou mají pouze jedno jádro, ale dvoujaderné hepatocyty jsou časté. Každý hepatocyt se boky dotýká druhých hepatocytů, jednou svojí stranou je přivrácený směrem do žlučové kapiláry (žlučový pól) a na opačné straně se nachází krevní pól, kde hepatocyt svými mikroklky zasahuje do Disseho prostoru.
Hepatocyty tvoří 78 % objemu každého jaterního lalůčku.
Zajímavé je, že periportální a perivenózní hepatocyty jaterních acinů se od sebe liší množstvím a uspořádáním buněčných organel i metabolickou kapacitou. Zonace je ovlivněna jak množstvím dostupného kyslíku, tak Wnt/ β-catenin signalizací.

#### Cholangiocyty
Cholangiocyty jsou buňky tvořící výstelku žlučových cest. Provádějí úpravu vzniklé žluči, a to jednak reabsorpcí některých látek, jednak sekrecí bikarbonátu.

#### Kupfferovy buňky
Jaterní makrofágy, Kupfferovy buňky, tvoří 15–25 % buněk jater a tvoří 2,1 % objemu jaterních lalůčku. Jsou to tzv. fixní makrofágy, které jsou přichycené na endoteliální výstelku sinusoid. Fagocytují bakterie, viry, parazity, nádorové buňky, cizorodé bílkoviny či přestárlé červené krvinky.

#### Endotelové buňky
Endotelové buňky tvoří vnitřní výstelku cév a také stěnu sinusoid. Endotel jaterních sinusoid se v mnohých věcech liší od endotelu jiných cév, nejvíce tím, že nemá souvislou bazální membránu. Sinusoidální endotelové buňky tvoří 10–20 % všech jaterních buněk a 2,8 % objemu jaterního lalůčku. Tyto endotelové buňky fungují jako síto, kterým procházejí makromolekuly z krve do blízkosti hepatocytů. Samotné buňky jsou schopné endocytózy a aktivně z cirkulace vychytávají transferin, ceruloplazmin či lipoproteiny. Jejich cytoskelet je dynamický a buňky dokáží aktivně udržovat a řídit velikost fenestrací ve stěně sinusoid, a tím regulovat její prostupnost.

#### Itóovy buňky
Dalšími buňkami jsou jaterní hvězdicovité, neboli Itóovy buňky. V játrech jsou přítomné v Disseho prostoru a tvoří méně než 5 % buněčné populace jater. Skladují až 80 % tělesné zásoby vitamínu A, a řídí růst a regeneraci jaterní tkáně, v případě velkého poškození jater ale výrazně mění svůj fenotyp, produkují kolagen a podílejí se na patogenezi fibrózy a cirhózy. Itóovy buňky mají také roli v imunitní odpovědi jater, fungují jako antigen prezentující buňky a při infekci přivolávají a aktivují buňky imunitního systému.

#### Pit buňky
Pit buňky jsou jaterní formou NK buňky, které se vyskytují uvnitř jaterních sinusoid. Úzce spolupracují s Kupfferovými buňkami.

## Játra zvířat

### Savci
U savců leží játra rovněž pod bránicí, v brániční kopuli, kterou vyplňují buď v celém rozsahu (šelmy) nebo častěji více či méně jen na pravé straně. Jejich relativní velikost záleží na způsobu života daného živočicha: u masožravců zaujímají 3–8 % tělesné váhy, u všežravců 2–3 % a u býložravců 1–1,5 % hmotnosti.
Játra zvířat se výrazně neliší od jater člověka. Jediné větší rozdíly jsou ve členění laloků, například u přežvýkavců jsou játra členěná málo a laloky jsou nevýrazné, u šelem a prasete je naopak pravý i levý lalok ještě rozdělen na dva (lobus dexter lateralis, medialis, lobus sinister lateralis, medialis). Většina savců má žlučník, který však chybí např. u koně, některých hlodavců, kytovců a chobotnatců.
1 – Levý lalok (lobus sinister)

2 – Pravý lalok (lobus dexter)

3 – Ocasatý lalok (lobus caudatus)

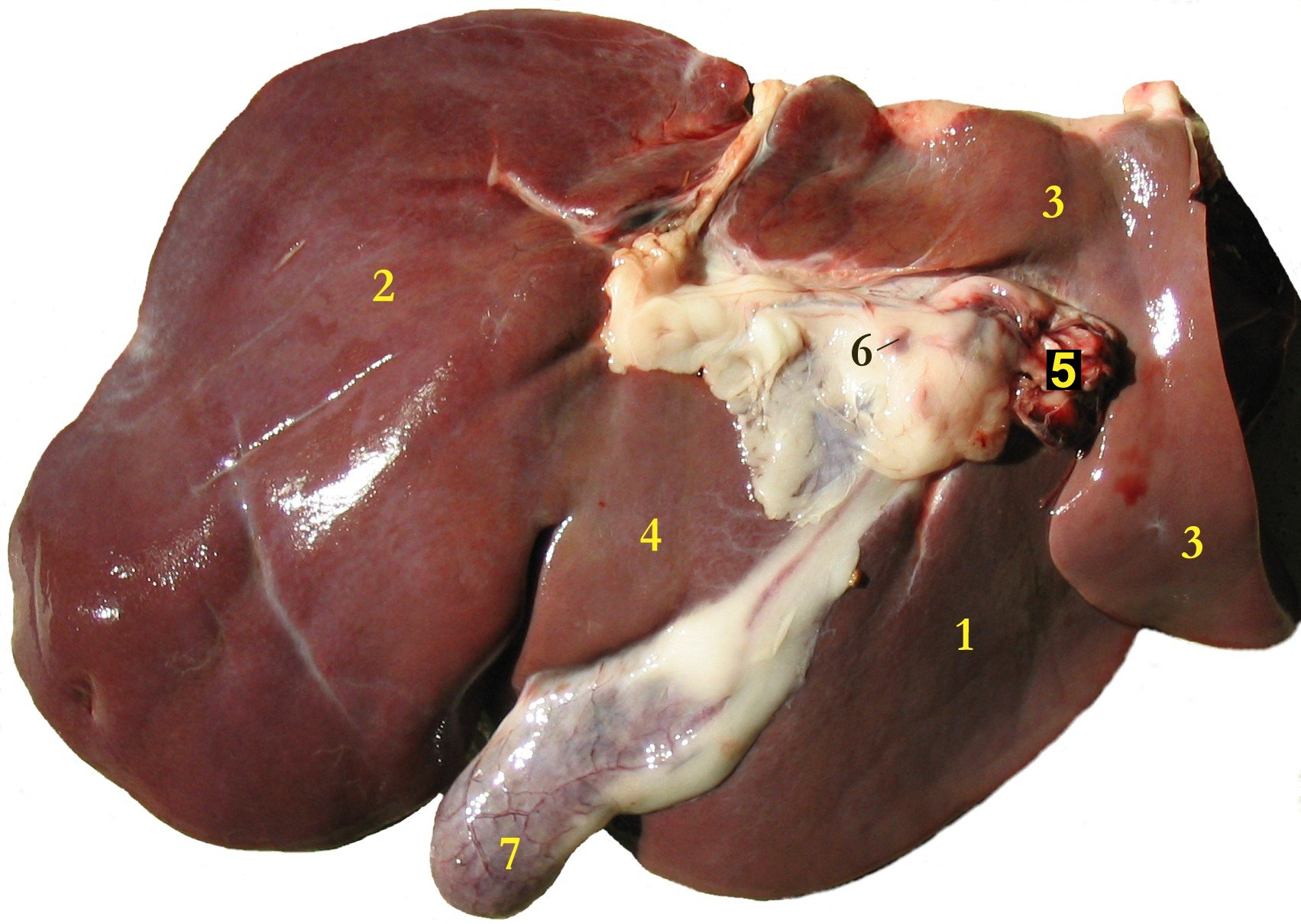
Játra ovce.

4 – Čtyřhranný lalok (lobus quadratus)

5 – Jaterní brána (porta hepatis) – tady vstupuje do jater jaterní tepna a vrátnicová žíla

6 – Jaterní mízní uzliny (lnn. hepatici)

7 – Žlučový měchýř vrostlý ve žlučníkové jámě

### Ptáci
Játra ptáků jsou relativně velká a mají tvar protáhlého disku, částečně rozděleného na dva laloky, pravý a levý. Tvar a relativní velikost je druhově specifická, největší játra mají hmyzožraví a rybožraví ptáci. Játra ptáků jsou křehká až drobivá, jejich velikost a barva záleží na výživném stavu, mohou být červenohnědá nebo světle hnědá, u čerstvě vylíhlých mláďat jsou játra vlivem vstřebaného žloutku žlutá. Jsou uložena v přední části tělní dutiny, pod prsní kostí, kde se dotýkají srdce a svalnatého a žlaznatého žaludku. Žlučník je přítomen u většiny ptáků, výjimku tvoří pštros, nandu, holubi a papoušci.

### Plazi a obojživelníci
U plazů a obojživelníků jsou játra největším orgánem tělní dutiny a leží mezi srdcem a žaludkem, podobně jako u ptáků. Žlučník je vyvinutý.

### Ryby a paryby
Játra příčnoústých (hlavně žraloci a rejnoci) jsou objemná, dvoulaločná, v levém laloku je žlučník. Obsahují velké množství olejovitého tuku a slouží také jako hydrostatický orgán, nahrazující plynový měchýř kostnatých ryb. Játra žraloka krokodýlího (Pseudocarcharias kamoharai) mohou tvořit až 20 % hmotnosti živočicha
U paprskoploutvých leží játra mezi střevními kličkami, obvykle jsou velká a nechybí ani žlučník.

### Kruhoústí
Mihule a sliznatky jsou pravděpodobně nejstarší obratlovci, u nichž se pravá játra vyvinula. Funkcí, umístěním v tělní dutině i embryonálním vývojem však již plně odpovídají játrům odvozenějších obratlovců. U mihulí dochází během metamorfózy k degeneraci žlučových vývodů (společně se zakrňováním trávicí soustavy), samotná jaterní tkáň je zachována po celý život.

### Podobné orgány u dalších živočichů
Funkčně podobné orgány se vyskytují u měkkýšů – hepatopankreas, podobně také členovci mají trávicí žlázy, které kombinují funkci jater a slinivky. U hmyzu je tento orgán znám jako tukové těleso. Skutečně analogickým orgánem je jaterní vak bezlebečných, jako je například kopinatec. Jedná se o prostorné slepé střevo vycházející z ventrální části trávicí trubice, jehož zvláštností je krevní oběh podobný tomu, jaký mají játra obratlovců.

## Embryonální vývoj jater
Játra vznikají především z entodermu: Zakládají se jako jaterní výchlipka či jaterní pupen z ventrální stěny zadní části předního střeva embrya. Zajímavé je, že všechny entodermální buňky předního střeva mají schopnost diferencovat se v jaterní buňky. Schopnost této diferenciace je aktivně potlačována faktory, které produkují tkáně ektodermu, mesodermu a hřbetní struny. Mesoderm základu srdce a septum transversum naproti tomu produkují růstové faktory působící proti této inhibici.
Působením těchto faktorů je tedy vymezena oblast vývoje jater a ve třetím týdnu nitroděložního vývoje se daná část předního střeva začne vyklenovat do tzv. septum transversum, což je ploténka tvořená mezodermem, která odděluje dutinu perikardu a stopku žloutkového váčku. Záhy po začátku růstu se jaterní výchlipka rozděluje na horní, větší část, pars hepatica, a menší pars cystica.
Buňky pars hepatica prorůstají do septum transversum v místě průběhu vitelinních žil, vv. vitellinae, které odvádějí krev ze žloutkového váčku. Rostoucí jaterní pupen přerušuje jejich průběh a uvnitř jater se vytváří bohatá cévní pleteň, jaterní sinusoidy. Z distální části vzniká vrátnicová žíla, z proximální části jaterní žíly ahepatokardiální část dolní duté žíly.
Ve spojitosti s játry se vyvíjejí také pupeční žíly, které přivádějí krev z placenty. Za začátku probíhá pár žil okolo jater a napojuje se na jaterní sinusoidy, pak mizí celá pravá pupeční žíla a proximální část levé mizí, takže veškerá krev z placenty je přiváděna přes játra levou pupeční žilou. Druhotně se vytváří nová přímá spojka mezi levou pupeční žílou a budoucí dolní dutou žílou, ductus venosus. Krev tak může obtékat játra. Po porodu se ductus venosus uzavírá a zůstává z něj ligamentum venosum na spodní straně jater, ze zakrnělé levé pupečné žíly vzniká oblý jaterní vaz, lig. teres hepatis.
Rostoucí trámce buněk jaterní výchlipky nakonec zcela vyplní septum transversum a jediné, co z něj zůstane, je srpovitý vaz, malá opona a peritoneum na povrchu jater. Výjimkou je oblast septa tvořená kompaktním mezenchymem, která se stane částí zvanou centrum tendineum bránice. Zde se játra přikládají na bránici bez peritoneálního obalu ("area nuda").
Buňky pars hepatica se diferencují do hepatocytů a buněk výstelky intrahepatálních žlučových cest, zatímco z pars cystica vznikají extrahepatální žlučové cesty. Jaterní stroma, krvetvorné a Kuppferovy buňky pocházejí ze mezodermu septum transversum.
Maximální rozvoj jater nastává ve 2.–3. měsíci nitroděložního vývoje, kdy játra tvoří 10 % objemu těla embrya. Embryonální a fetální játra mají též hematopoetickou funkci, probíhá v nich krvetvorba. Během posledních dvou měsíců těhotenství krvetvorba v játrech ustává a při narození už přetrvává jen v malých ostrůvcích, které brzy mizí. Játra novorozence tvoří asi 5 % jeho tělesné hmotnosti.

## Funkce jater
Funkce jater je mnohostranná a mnohočetná, většina procesů v nich probíhajících sice souvisí s metabolismem a detoxikací, kromě toho jsou však játra též exokrinní i endokrinní žláza a zasahují i do dalších dějů.

### Metabolické děje probíhající v játrech
V hepatocytech probíhají vzájemné přeměny živin, jejich syntézy, degradace a resorbce z krve.
- Metabolismus sacharidů: jaterní buňky vychytávají glukózu z portální krve, skladují ji jako glykogen (až 60g/kg jaterní hmoty) nebo přeměňují na lipidy. V játrech probíhají vzájemné přeměny hexos, tedy pentózový cyklus a přeměna laktátu na glukózu (cyklus Coriových) a přeměna alaninu na glukózu (alaninový cyklus). Při hladovění je z jater glukóza uvolňována po glykogenolýze nebo syntetizována v procesu glukoneogeneze. Ke zpracovávání glukózy jsou jaterní buňky vybaveny specifickými enzymy (glukokinasa, fruktokinasa a galaktokinasa). Játra udržují stálou glykémii.
- Metabolismus lipidů: v játrech probíhá syntéza, beta-oxidace a peroxidace mastných kyselin, syntéza triacylglycerolů, cholesterolu a fosfolipidů, tvorba ketolátek (acetacetát, beta-hydroxymáselná kyselina, aceton). Jaterní buňky tvoří také lipoproteiny, VLDL, které transportují lipidy do tkání, a HDL, pomocí kterého se cholesterol dostává z tkání do jater. V játrech jsou též zpracovávány chilomikrony, ve kterých jsou tuky transportovány ze střeva.
- Metabolismus aminokyselin: játra pomáhají udržovat stálou hladinu aminokyselin v krevní plazmě, vychytávají glukoplastické aminokyseliny (alanin, serin, threonin), syntetizují neesenciální aminokyseliny a také v nich probíhá katabolismus většiny esenciálních aminokyselin (výjimku tvoří ty s rozvětveným řetězcem)
- Detoxikace amoniaku: volný amoniak narušuje acidobazickou rovnováhu organismu a je neurotoxický. V těle je tvořen při deaminaci aminokyselin a také činností střevní mikroflóry – játra jsou proto vybavena dvěma účinnými systémy na jeho odstranění. Prvním systémem je ornitinový cyklus, při které je syntetizována močovina. Je to energeticky nákladný proces, probíhá proto v 1., periportální zóně jaterního acinu. Takto je detoxikována většina amoniaku. Druhým systémem detoxikace je syntéza glutaminu (z glutamátu a amonného iontu), která se odehrává v perivenózních hepatocytech. Amoniak z glutaminu je následně uvolněn v ledvinách a vyloučen močí. Regulací zastoupení těchto dvou systémů na detoxikaci amoniaku zároveň získávají játra silný nástroj k řízení poměru kyselin a bází v organismu.
- Degradace cholesterolu: v játrech se degraduje přebytečný cholesterol. Při tomto procesu vznikají primární žlučové kyseliny – kyselina cholová a kyselina chenodeoxycholová. Ty jsou dále konjugovány s taurinem nebo glycinem.
- Degradace hemu: hem z rozpadlých červených krvinek je navázán na protein hemopexin a transportován do jater, kde je vzniklý komplex fagocytován Kuppferovými buňkami. V nich dochází k přeměně hemu a biliverdin a dále na bilirubin. Bilirubin se váže na další protein krevní plazmy, albumin, odkud je vychytáván hepatocyty. Ve vazbě na protein ligandin se dostává do endoplazmatického retikula, kde je konjugován na bilirubindiglukosiduronát. Ten je pak aktivním transportem vyloučen do žluči.
- Detoxikační funkce: v játrech jsou hydrofobní cizorodé molekuly, které proto nemohou být vyloučeny močí, oxidovány cytochromem p450 a konjugovány s hydrofilními látkami, jako je kyselina glukuronová, kyselina sírová a další. Vzniklé molekuly jsou pak vyloučeny do žluče nebo do krevní plazmy, odkud jsou odstraněny v ledvinách.
- Tvorba hormonů: játra produkují angiotenzinogen, který má vliv na hospodaření s vodou, solemi a udžování krevního tlaku. Dále syntetizují somatomedin, jehož prostřednictvím působí růstový hormon, a v malém množství v nich vzniká též erytropoetin, který zajišťuje erytropoézu.
- Degradace a inaktivace hormonů: v játrech se likvidují hormony, jako je inzulin, steroidní hormony a další.
- Syntéza plazmatických proteinů: v játrech jsou syntetizovány všechny plazmatické proteiny kromě imunoglobulinů (tzn. protilátek) a von Willebrandova faktoru. Za 24 hodin se v jaterní tkáni vytvoří až asi 50 g plazmatických bílkovin.[30] Při poruše jaterních funkcí se proto po vyčerpání funkčních bílkovin v krvi objeví poruchy srážlivosti krve (nejsou syntetizované koagulační faktory) a dále otoky způsobené sníženým onkotickým tlakem v cévách, jenž je následkem poruchy tvorby albuminu v játrech.

- Zásobní funkce: játra jsou depo lipidů (až 10 % jejich hmotnosti), glykogenu, železa (ve formě ferritinu) a vitamínů A, D, K a B12.
- Orgán krvetvorby: během embryonálního vývoje savců jsou játra orgánem, kde probíhá krvetvorba. V případě těžkého poškození kostní dřeně se může tvorba krevních elementů v játrech obnovit i u dospělých jedinců.

### Produkce žluči
Hepatocyty vylučují vodu, ionty, cholesterol, žlučové kyseliny, fosfolipidy a konjugovaný bilirubin do žlučových kapilár – vzniká tak jaterní žluč. Je to izotonická, hustá, žlutá až tmavě zelená tekutina hořké chuti, která se ve střevě významně účastní trávení tuků.

## Nemoci jater

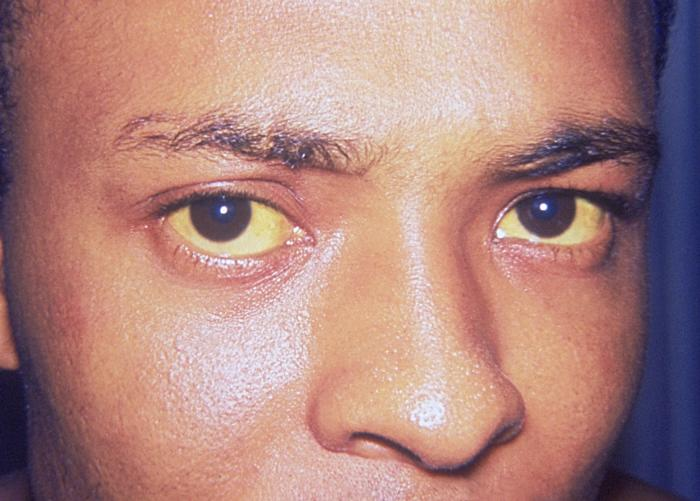
Žluté zabarvení očního bělma – jeden z příznaků žloutenky

Játra mají velkou funkční rezervu, základní funkce je schopna plnit i pouhá jedna pětina jejich tkáně a mají také velkou schopnost regenerace. Dovedou se do jisté míry adaptovat na zvýšenou zátěž – hepatocyty se zvětší (megalocytóza), zvětší se i jejich jádra (megakaryóza), mohou se vyskytnout i buňky s větším počtem chromozomálních sad, nežli dvě (polyploidie).
Při překročení určité hranice však dochází k poškozování hepatocytů – jejich energetický metabolismus začíná selhávat a v buňce se hromadí voda a později i lipidy – dochází k dystrofii, neboli hepatóze. Tyto změny jsou vratné, při dalším působení poškozujícího podnětu však dochází k apoptóze nebo nekróze buněk, tzn. k jejich smrti.
Díky vysoké regenerační schopnosti jater se může poškození po akutně působícím podnětu zhojit bez následků; při aberantním pokusu o regeneraci však může dojít k hyperplazii žlučovodů. Důsledkem chronického, dlouhotrvajícího poškozování jater je zmnožení vaziva, fibróza, nebo celková přestavba jater vedoucí k cirhóze, při kterém je architektura jater nevratně nahrazena tuhou vazivovou tkání.
Chorobami jater se zabývá hepatologie.

### Jaterní selhání
Jaterní selhání je stav, při kterém játra nejsou schopna plnit své funkce, se všemi negativními důsledky tohoto stavu pro organismus. Může vzniknout akutně, v důsledku těžké hepatitidy, otravy hepatotoxickými látkami, steatózy či nádorovým postižením. Chronické selhání je nejčastěji důsledkem cirhózy.

### Poškození jater toxickými látkami
Látky, které poškozují jaterní tkáň, se označují jako hepatotoxiny. U lidí je jedním z nejvýznamnějších chemických látek, které játra poškozují, etanol – při chronickém abúzu vede ke vzniku cirhózy jater a také zvyšuje negativní působení ostatních faktorů. Mezi hepatotoxické látky patří chlorované uhlovodíky tetrachloretan, tetrachlormetan a trichlormethan, ftaláty, dioxiny, některé léky, jako například paracetamol, mykotoxiny (aflatoxiny, sterigmatocystin a T-2 toxin včetně toxinů vyšších hub (falotoxin muchomůrky zelené), toxiny sinic (microcystiny), vyšší dávky kumarinů, pyrrolizidinové alkaloidy, nadměrné množství vitamínu A a další látky. Některé z nich jsou navíc hepatokarcinogenní (např. aflatoxiny), tzn. způsobují maligní transformaci jaterních buněk.

### Zánět jater
Zánět jater, hepatitida, lat. hepatis, je stav, kdy je poškození jater doprovázeno zánětlivou reakcí. Mohou být způsobeny patogeny (nejč. viry) nebo autoimunitní reakcí.

### Infekční nemoci postihující játra
Nejvýznamnějšími infekčními nemocemi, které postihují lidská játra, patří virové hepatitidy – hepatitida typu A, tzv. nemoc špinavých rukou, hepatitida typu B, která je velmi snadno přenosná nechráněným pohlavním stykem a krví a která může vyústit v cirhózu či karcinom jater. Typu B je podobná další virová nemoc, hepatitida typu C.
Dále existuje také hepatitida typu D, která je vázaná na typ B, a hepatitida typu E, podobná typu A, která se v Česku však nevyskytuje. Virus hepatitidy typu G ani tzv. TT-virus zřejmě nejsou pro člověka příliš patogenní.

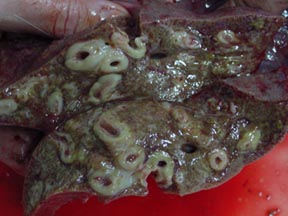
Hypertrofie jaterních žlučovodů při infekci motolicí jaterní + ztučnění jater (příčný řez jater kozy)

Jaterní tkáň je postižena také při horečce Rift Valley napadá ji virus Ebola a Marburg, cytomegaloviry či virus Epstein-Barrové (infekční mononukleóza). Záněty jater způsobují také bakterie, Bartonella henselae je původcem tzv. jaterní peliózy, dále játra postihují zoonotická onemocnění leptospiróza (původcem jsou leptospiry) a Q-horečka (původce: Coxiella burnetii). Játra mohou být napadena kvasinkami (hepatolienální kandidóza), v hepatocytech se též množí prvoci rodu Plasmodium – původce malárie, Toxoplasma gondii či Leishmania sp.. Život ohrožující abscesy na játrech může způsobit infekce měňavkou úplavičnou (Entamoeba histolytica). Velmi významnými činiteli postihující játra jsou parazitičtí červi rodu Schistosoma sp., dále pak motolice jaterní při jaterní fasciolóze, motolice žlučová, motolice thajská či motolice kočičí, nebezpečné jsou boubele tasemnic měchožila zhoubného a měchožila bublinatého. Do jater mohou migrovat i některé larvy hlístic (např. Toxocara canis, T. cati, Anisakis simplex, Calodium hepaticum), které mohou vyvolat zánětlivé reakce s tvorbou granulomů.
U zvířat jsou významnými nemocemi, které postihují játra, virová hepatitida psů, paratuberkulóza, listerióza, Tyzzerova nemoc, kampylobakterová hepatitida drůbeže a mnoho dalších. Z parazitárních onemocnění poškozují játra zvířat motolice (motolice jaterní, motolice kopinatá, motolice obrovská aj.), larvy nematodů při migraci přes parenchym jater (Ascaris, Toxocara) nebo kokcidie (Eimeria stiedai u králíků). Hnisavou hepatitidu u drůbeže způsobuje Histomonas meleagridis.

### Nádory jater

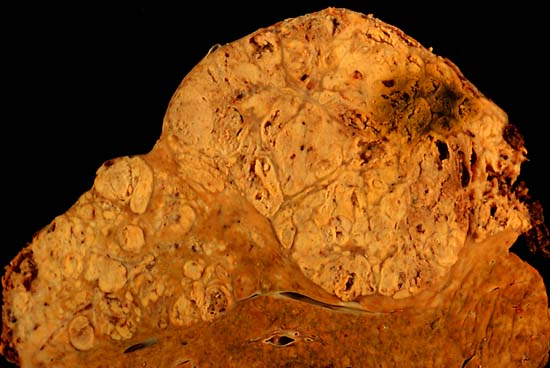
Hepatocelulární karcinom

Primární benigní nádory jater jsou adenom jater a hemangiom a vzácně i jiné. 90 % všech tumorů v játrech jsou potom metastázy z jiných orgánů (slinivky břišní, tlustého střeva, žaludku). Primárním tumorem je hepatocelulární karcinom a cholangiogenní karcinom, který vychází z buněk žlučovodů. Léčba je chirurgická. Infekční příčinou cholangiokarcinomů v Jihovýchodní Asii jsou motolice žlučová a motolice thajská. Uvádí se, že v oblastech s endemickým výskytem těchto motolic u lidí je vysoká prevalence nádorovitých onemocnění jater. Například v Thajsku, kde je odhadem 6 miliónů lidí infikováno motolicí thajskou je cholangiokarcinom nejčastějším zhoubným nádorem.

## Játra v lidské kultuře
V řecké báji nechal vládce bohů Zeus přikovat Prométea za trest na skálu na Kavkaze. Každý den pak k hrdinovi přilétal veliký orel (nebo sup) jménem Ethon, který mu vykloval játra, která přes noc opět dorostla.
Ve starověkém Římě existovali kněží, haruspikové, kteří věštili z jater obětovaných zvířat, praktikovali tzv. hepatoskopii nebo hepatomancii.

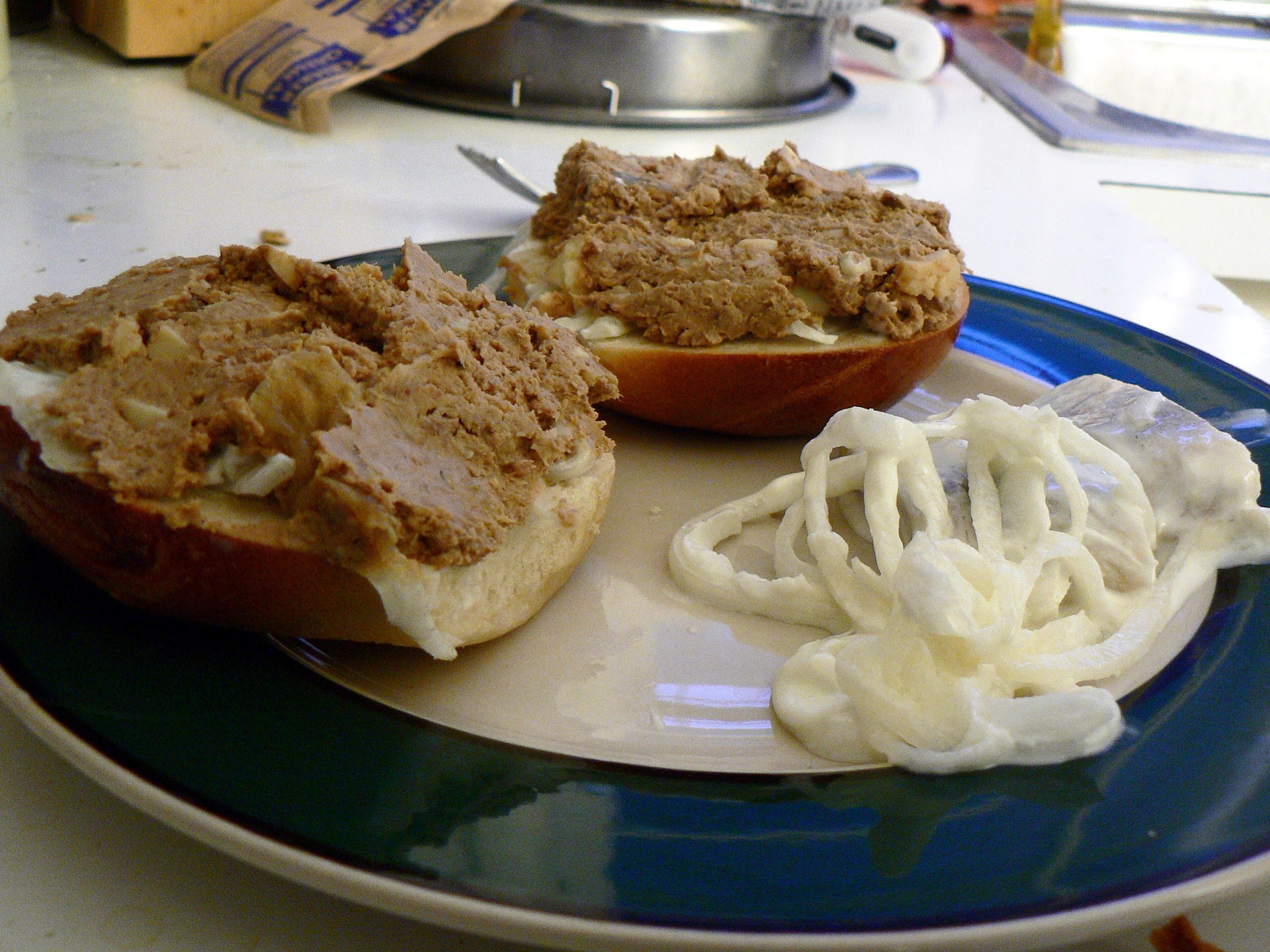

Játra savců, ptáků i ryb jsou běžně konzumována. Na mnoho způsobů se upravují hovězí i vepřová játra, z jater ptáků se pojídají játra kuřecí, specialitou je foie gras – ztučnělá játra překrmovaných hus (jedná se vlastně o tukovou dystrofii). Z jater ryb jsou to především tresčí játra, dále se získává olej z jater žraloků (hlubokomořských z chladných vod).
Játra obsahují vysoké množství vitamínu A. Vysoké dávky tohoto vitamínu však mohou být zdraví škodlivé – v minulosti se polárníci takto otrávili játry ledního medvěda, průzkumníci Douglas Mawson a Xavier Mertz se otrávili pojídáním jater tažných psů husky.[zdroj⁠?!]